# Chervona Ruta (festival)
Chervona Ruta (en ucraniano: Червона рута) es un festival juvenil permanente de canción contemporánea y música popular que se ha celebrado desde 1989 con periodicidad bienal. Fue un punto de referencia donde hubo una mayor presencia de música popular que se alejaba de la cultura tradicional asociada con el pantalón sharovary. A diferencia del festival soviético «La canción del año» (Pesnia goda), que solo incluía en ocasiones una canción selecta de Ucrania, Chervona Ruta contaba con un mayor número de cantantes y canciones.
El festival está dedicado al compositor y poeta Volodýmyr Ivasiuk, autor de la conocida canción popular Chervona ruta, cuyo título a su vez se refiere a una flor del mismo nombre asociada al folclore ucraniano.

## Historia
El festival fue concebido por el periodista Iván Lepsha, y le dieron forma otras figuras de la cultura ucraniana: Tarás Mélnyk, Kyrylo Stetsenko, Anatoli Kalenychenko e Iván Malkóvych. El festival ejerció un papel importante en la revitalización de la música popular ucraniana y contribuyó al boom musical ucraniano de los años noventa.
Hasta el comienzo de las reformas soviéticas con la perestroika en 1986 junto con la glásnost y la uskoréniye, la música rock en la Unión Soviética era un tabú, aunque con algunas excepciones como los «Ritmos de primavera» georgianos de 1980. Había un dicho según el cual «hoy tocas el jazz y mañana venderás tu patria» (en ruso: Сегодня ты играешь джаз, а завтра Родину продашь).

### El primer festival: Chernivtsí (1989)
El primer festival Chervona Ruta tuvo lugar en el Estadio Bukovyna de Chernivtsí entre el 17 y el 24 de septiembre de 1989. Si bien el festival se llevó a cabo bajo la estrecha supervisión del KDB (la rama ucraniana del KGB), la militsia y el Partido Comunista de Ucrania, se interpretó el himno ucraniano Shche ne vmerla y se desplegaron banderas amarillas y azules. Grupos como «Vopli Vidopliassova», «Braty Hadiukiny», «Kvartyra N.º 50», «Zymovy sad», Vika Vradiy, Marichka Burmaka, Tryzuby Stas, entre otros muchos, participaron en competiciones de rock. En total, se reunieron más de 500 intérpretes, incluyendo cantantes de otros países de Europa y de América del Norte. Los organizadores del festival y los miembros del jurado quedaron abrumados por el gran número de concursantes y la calidad de sus actuaciones. Una de las canciones conmemoraba a Volodymyr Ivasiuk, quien había sido asesinado diez años antes en extrañas circunstancias.
El concierto final empezó con sonidos de trembitas, un tipo de cuerno alargado típico de los montañeses ucranianos. El público llevaba símbolos de la RSS de Ucrania como el escudo y la bandera, y se encendió una gran hoguera en el terreno de juego.
El gran premio del festival fue recibido por Vasyl Zhdankin; entre los demás premiados se encontraban Sestrychka Vika (Vika Vradiy), Komu vnyz, Braty Hadiukiny, Eduard Drach, Víktor Morózov, Tarás Kurchyk y Andriy Mykolaichuk, entre otros. Fue el oriundo de Kubán, Zhdankin, quien empezó a cantar espontáneamente el himno de Ucrania durante la clausura del festival.
En el concierto final, la policía local reprimió cualquier manifestación de «nacionalismo», y detuvo a muchachas jóvenes (muchas pertenecientes a la Sociedad del León) vestidas con blusas amarillas y vestidos azules. En el estadio, la militsia hirió a Georgiy Gongadze en la cabeza.

## Ediciones
| N.º | Ciudad                | Fecha                          | Notas y referencias |
| --- | --------------------- | ------------------------------ | --- |
| 1   | Chernivtsí            | 17-24 de septiembre de 1989    | |
| 2   | Zaporiyia             | 8-18 de agosto de 1991         | [ 8 ] [ 9 ] |
| 3   | Donetsk               | 29 de mayo-6 de junio de 1993  | [ 10 ] |
| 4   | Sebastopol/Simferópol | 13 de mayo-4 de junio de 1995  | [ 11 ] |
| 5   | Járkov                | 27 de abril-11 de mayo de 1997 | El concierto de clausura se celebró en Kiev, en la Plaza de la Independencia, el 25 de mayo. |
| 6   | Dnipró                | 10-15 de mayo de 1999          | [ 13 ] |
| 7   | Kiev                  | 2001                           | Por restricciones presupuestarias, el festival se celebró en Kiev entre 2001 y 2007, ya que los desplazamientos a otras ciudades y la logística que ello representaba resultaba demasiado costoso para la organización.      |
| 8   | Kiev                  | 2003                           | |
| 9   | Kiev                  | 2005                           | |
| 10  | Kiev                  | 2007                           | |
| 11  | Chernivtsí            | 16-20 de septiembre de 2009    | Con ocasión de los 20 años del festival y los 40 de la canción Chervona ruta, el festival volvió a Chernivtsí, y se aprovechó la ocasión para inaugurar una placa conmemorativa en honor a su compositor, Volodymyr Ivasiuk. |
| 12  | Kiev                  | 17-20 de noviembre de 2011     | [ 17 ] |
| 13  | Kiev                  | 26-29 de septiembre de 2013    | [ 18 ] |
| 14  | Mariúpol              | 18-20 de septiembre de 2015    | [ 19 ] |
| 15  | Mariúpol              | 6-10 de septiembre de 2017     | [ 20 ] |
| 16  | Chernivtsí            | 17-22 de septiembre de 2019    | [ 21 ] |
| 17  | Leópolis              | 30-31 de octubre de 2021       | [ 22 ] |